# Йовович, Владимир
Владимир Йовович (черног. Владимир Јововић / Vladimir Jovović; род. 26 октября 1994, Подгорица) — черногорский футболист, полузащитник узбекистанского клуба «Нефтчи (Фергана)» и сборной Черногории.

## Карьера

### В клубе
Владимир начал свою карьеру в футбольном клубе «Сутьеска» из города Никшич. Выступать на соревнованиях он начал в составе клуба до 17 лет. В сезоне 2009/10 Йовович забил в юношеской лиге 8 голов.
Позже, Владимир стал выступать уже за молодёжный состав «Сутьески» и принял участие в молодёжной лиге 2011/12. Всего сыграл 22 матча и забил 9 мячей.
Дебют футболиста в основе «Сутьески» состоялся 11 апреля 2012 года в матче против клуба «Будучност». Йовович вышел на поле в стартовом составе и был удалён на 39-й минуте. Оставшись в меньшинстве в первом тайме, «Сутьеска» потерпела разгромное поражение — 3:0. Первый гол за свой клуб Владимир забил 17 ноября в ворота клуба «Единство».
В сезоне 2012/13 сыграл в основном составе 30 матчей и забил три гола.

### В сборной
Владимир вызывался в сборную Черногории до 19 лет и провёл в её составе 3 матча. С 2012 по 2016 годы также выступал за сборную до 21 года». С 2013 года является игроком главной сборной страны.

## Достижения
- Чемпион Черногории (2): 2013, 2014